# زهرة السلحفاة العوجاء
زهرة السلحفاة العوجاء أو خِلْيُون أعوج  نوع من زهرة السلحفاء يعلو إلى ٦٠ سم. أوراقه إهليلجية سنانية معوجة النصل الخملي الصفحة السفلى. أزهاره حمراء اللون أو بنفسجية سنبلية التجميع كؤوسها زباء البشرة مهدبة الأطراف. ازهراره يستمر من تموز إلى أيلول.